# Bełchatów
Bełchatów város Lengyelországban a Łódźi vajdaságban, a Bełchatówi járás központja. A Łódsi vajdaság ötödik legnagyobb városa, körülbelül 50 km-re délre fekszik Łództól és 25 km-re nyugatra Piotrków Trybunalskitól. Bełchatów egyike annak a 312 városnak, melyek a Lengyel városok szövetségéhez tartoznak.
A város Lengyelország középső részén a Bełchatówi fennsíkon fekszik a Rakówka folyó partján (ez a Widawka jobb oldali mellékfolyója). Bełchatówon áthaladó országos és vajdasági főútvonalak:
- 8. országos főút: államhatár - Kudowa-Zdrój – Wrocław – Wieluń – Bełchatów – Piotrków Trybunalski – Varsó – Białystok – Budzisko – államhatár
- 484. vajdasági főút: Bełchatów - Buczek – Bełchatów – Kamieńsk
- 485. vajdasági főút: Bełchatów – Wadlew – Pabianice

Bełchatowa közelében fog elhaladni az S8 expressz út.
Bełchatówot érinti a Rogowiecről ("Bełchatów" bánya és erőmű) Piotrków Trybunalskiba vezető vasútvonal (jelenleg csak teherforgalom).
1975-1998 között a város a Piotrkówi vajdasághoz tartozott.

## A város területi növekedése
- 1925 - Bełchatówhoz kapcsolják Olsztyn (ma kerület Olsztynskie néven), Zamoście és Lipy községet.
- 1933 - Bełchatówhoz kapcsolják Czapliniec községet.
- 1977 - Bełchatówhoz csatolják Grocholice, Dobrzelów és Domiechowice községet.

## Felosztása
| - Május 1 lakótelep - Binków lakótelep - Budowlanych (Építők) lakótelep - Dolnośląskie (Alsó-Sziléziai) lakótelep - Konopnickiej lakótelep - Kopernika (Kopernikusz) lakótelep - Okrzei lakótelep - Olsztyńskie lakótelep - Przytorze lakótelep - Słoneczne (Napos) lakótelep - Tysiąclecia (Millenniumi) lakótelep - Wolności (Szabadság) lakótelep - Żołnierzy POW lakótelep | - Bełchatówek - Czaplinieckie lakótelep - Dobrzelów lakótelep - Domiechowice lakótelep - Edwardów lakótelep - Grocholice - Lipy - Ludwików lakótelep - Niwy Domiechowickie - Politanice - Smolarnia - Śródmieście (Belváros) - Zamoście lakótelep |

## Testvérvárosok
- Aubergenville, Franciaország (1995)
- Tauragė, Litvánia (1997)
- Szovjetszk, Oroszország (1998)
- Myślenice, Lengyelország (2005)
- Csongrád, Magyarország (2008)
- Alcobaça, Portugália (2009)
- Juzsnoukrainszk, Ukrajna (2013)
- Vágbeszterce, Szlovákia (2013)

## Fordítás
- Ez a szócikk részben vagy egészben a Bełchatów című lengyel Wikipédia-szócikk ezen változatának fordításán alapul.  Az eredeti cikk szerkesztőit annak laptörténete sorolja fel. Ez a jelzés csupán a megfogalmazás eredetét és a szerzői jogokat jelzi, nem szolgál a cikkben szereplő információk forrásmegjelöléseként.